# Xiva
Xiva (Oezbeeks-cyrillisch en Russisch: Хива, Chiva, Perzisch: خیوه; Chiveh) is een stad met circa 93.000 inwoners in het noordwesten van Oezbekistan. De stad ligt als oasestad in de Karakum-woestijn, niet ver van de rivier de Amu Darja. Het is dankzij de goed bewaard gebleven historische binnenstad een van de meest toeristische steden van Oezbekistan. De bevolking is zeer etnisch homogeen, met meer dan 95% Oezbeken.
Het ommuurde, historische centrum van Xiva, Itsjan Kala, werd in 1990 door UNESCO als eerste locatie in Oezbekistan (destijds nog onderdeel van de USSR) tot werelderfgoed verklaard.
Xiva bestaat uit twee delen: Dichan Qal'a (buitenste deel van de stad) en Itsjan Kala (binnenstad). Dichan Qal'a werd vroeger beschermd door een muur met 11 poorten. Itsjan Kala wordt nog steeds omringd door stenen muren, waarvan de fundamenten in de 10e eeuw zouden zijn gelegd. De huidige gecreneleerde (van kantelen voorziene) muren dateren uit het einde van de 17e eeuw en hebben een hoogte van 10 meter. In de oude stad bevinden zich ruim 50 historische monumenten en 250 oude huizen, vooral uit de 18e en 19e eeuw.

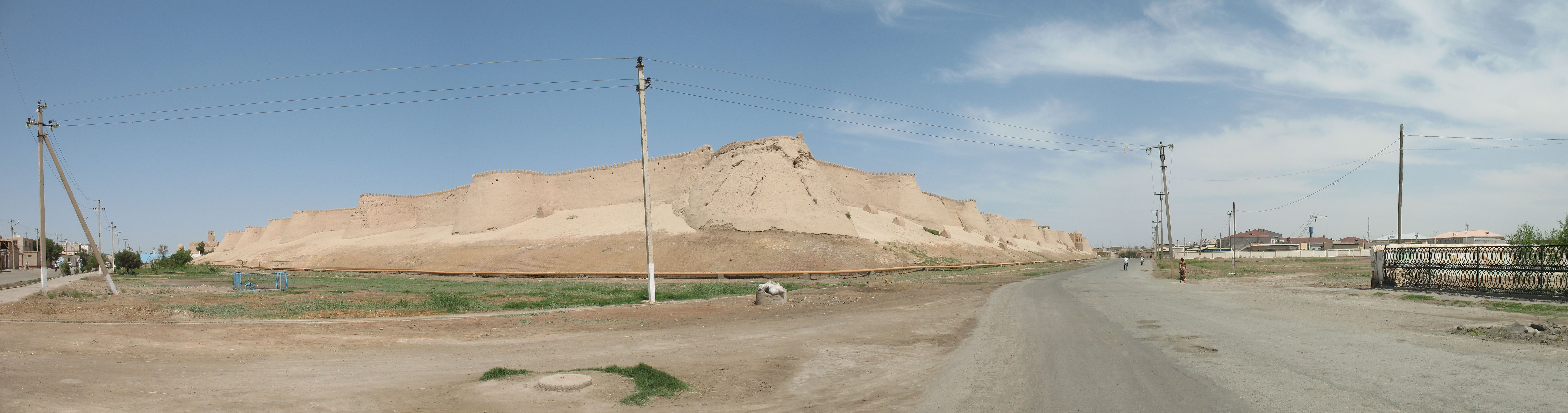
Stadsmuur

## Geschiedenis

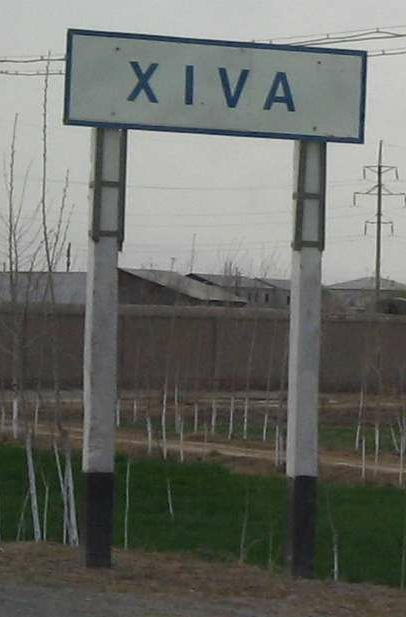
Een toegangsbord van Xiva.

Archeologen hebben aan de hand van gevonden overblijfselen van huizen, stukjes van keramische borden en andere zaken in Itsjan Kala vastgesteld dat Xiva in ieder geval sinds de 5e eeuw voor Christus wordt bewoond. De geschiedenis van de plaats hing nauw samen met de ontwikkeling van het gebied waarin het lag, Chorasmië. In de Behistuninscriptie worden plaats (toen nog een fort) en regio genoemd in de lijst van gebieden die Darius I veroverd had tussen 521 en 485 v. Chr. 
Hecataeus van Milete plaatste de "Choresmiërs" en hun stad "Chorasmia" ten oosten van Parthia (Khorasan). Ook in de heilige geschriften van de Zoroastriërs wordt de plaats genoemd. De identificatie met Xiva is echter omstreden, en Küýzeligyr in Turkmenistan wordt als waarschijnlijker beschouwd.
In 712 werden stad en omliggende regio veroverd door de Arabische legers en werd de islam geïntroduceerd. De stad wordt genoemd in een geschrift van de Arabische reiziger Al-Muqaddasi (Maqdisi) uit de 10e eeuw, die schreef "Xiva ligt aan de rand van de woestijn. Het is een grote stad met een aanzienlijke vrijdagmoskee".
In 1220 veroverde Dzjengis Khan de stad en in 1388 Timoer Lenk. Begin 17e eeuw werd Xiva hoofdstad van het reeds in 1511 gestichte kanaat Xiva, de opvolgerstaat van het historische rijk Chorasmië. De oude hoofdstad van het kanaat, Kunya-Urgench, werd in 1576 namelijk minder aantrekkelijk door een koerswijziging van de Amu Darja-rivier. In 1619 koos kan Arab Mohammed I Xiva daarop tot nieuwe hoofdstad van het kanaat. De stad werd in de geschiedenis verschillende malen verwoest; de laatste keer in 1740 door Nadir Sjah, die het kanaat korte tijd inlijfde bij zijn Perzische rijk.
Nadat de Russische tsaar Peter de Grote op de hoogte werd gesteld van het feit dat er goud was aangetroffen aan de oever van de Oxus (Amu Darja), liet deze een 4.000 man sterke bewapende handelsexpeditie uitrusten onder leiding van prins Aleksandr Bekovitsj-Tsjerkasski. Deze streek onder het mom van een vredesmissie neer bij de stad, maar na het vertrouwen van de kan te hebben gewonnen, trok zijn leger de stad binnen en doodde veel van haar inwoners, om vervolgens weer terug te keren naar Rusland. Tsaar Peter de Grote was verwikkeld in oorlogen met het Ottomaanse Rijk en Zweden en ondernam niets tegen Bekovitsj-Tsjerkasski. Onder tsaar Paul I werd in 1796 een poging ondernomen om de stad te veroveren, maar dit mislukte. De Russische legers drongen echter steeds verder Midden-Azië binnen en op 28 mei 1873 veroverden de legers van Konstantin Petrovitsj von Kaufman de stad en maakten Xiva tot een semi-onafhankelijk protectoraat. Na de Oktoberrevolutie richtten lokale bolsjewieken in 1920 de kortstondige Chorezmische Volks-Sovjetrepubliek op rond de stad (vanaf 1923 Chorezmische Socialistische Sovjetrepubliek genoemd), waarvan delen vanaf 1925 onderdeel werden van de Oezbeekse SSR van de Sovjet-Unie. Sinds 1991 vormt de stad onderdeel van Oezbekistan.